# Çobankol
Çobankol è un comune dell'Azerbaigian situato nel distretto di Zaqatala. Conta una popolazione di 4 212 abitanti.